# Australiska viner
Australiska viner har på senare år genomgått en renässans och kvaliteten har förbättrats betydligt. Nu görs riktigt bra viner här, bland annat Grange från producenten Penfolds som är en av Australiens största. En av anledningarna till omvandlingen till ett mer välrenommerat vinland är införandet av ett klassificeringssystem som stod klart 1994.

## Historik

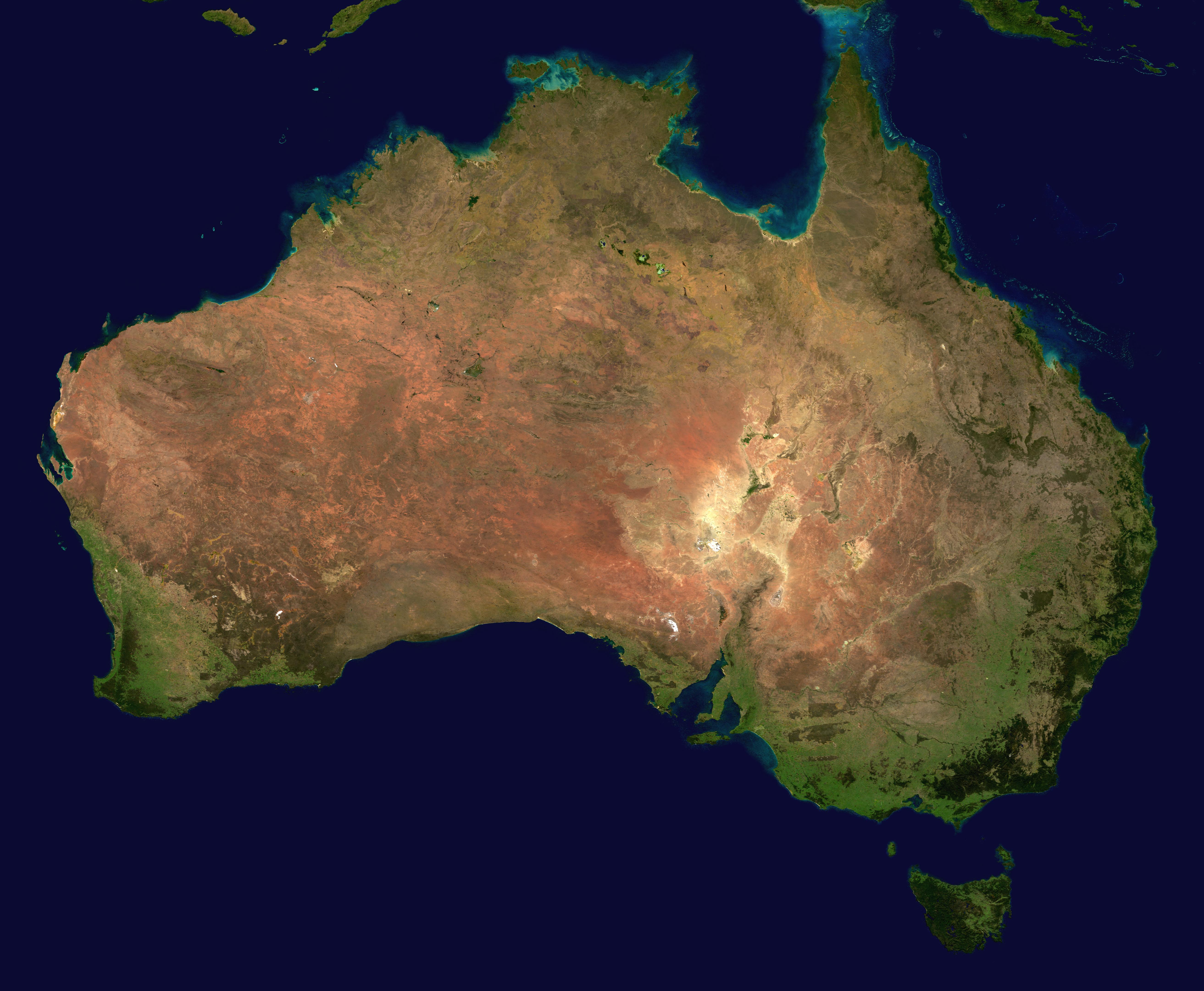
Australien

I mitten av 1800-talet var den australiska produktionen av vin igång och kommersiellt var förutom den inhemska marknaden även Storbritannien viktigt för avsättningen av vinerna. Först i mitten på 1950-talet skapades embryot till det som är dagens mer industrialiserade australiska vinproduktion. Under senare delen av 1900-talet utvecklades industrin mycket snabbt och genom att erbjuda moderna viner av de viktigaste druvsorterna har Australiens popularitet som vinland nått nya höjder. 
Numera är Australien ett stort vinland i världen och den vidsträckta kontinenten med flera olika klimat och förutsättningar visar upp en mängd olika stilar och vintyper. Ett av kännetecknen för den australiska vinproduktionen är och förblir dock strävan efter att behålla druvtypiska egenskaper i vinerna.

## Vinlagar
Den nuvarande australiska vinklassificeringen togs i bruk 1994 men har i princip funnits sedan mitten på 60-talet. Klassificeringen kallas GI – Geografical Indications vilket är en motsvarighet till de europeiska appellationerna. GI-klassificeringen styrs av det officiella organet GIC. En GI utgör en beskrivning av en vinzon (region eller underregion). På motsvarande sätt som i Europa ger klassificeringen vinkonsumenten säkert besked om vinets ursprung.  I sin beslutsprocess för att bestämma en GI tar GIC hänsyn till ett antal kriterier: 
- Historik (generell historik för producenten, druvodling och vinproduktion)
- Klimat
- Geografi
- Dränering
- Tillgång till vatten
- Skördetidpunkt
- Förmåga till utveckling
- Traditionellt nyttjande av området och namnet

Idag har Australien ca 100 GI-klassificerade områden.

## Druvsorter
Det produceras vin på i princip alla världens vanliga druvor i Australien. Shiraz följt av Cabernet sauvignon och Merlot är de vanligaste druvorna för rött vin och är också vanliga som en blandning.
Vitt vin görs ofta på Chardonnay och Sémillon samt Colombard. Även Riesling förekommer tack vare alla de tyska invandrarna. Australien producerar även prisvärda dessertviner, då vanligen på druvan Muscat.

## Vinregioner
Vinproduktion sker över en stor del av Australien men de viktigaste delstaterna är New South Wales, Victoria, South Australia och Western Australia.
Några kända distrikt:
- Adelaide Hills
- Barossa Valley - i South Australia är troligen Australiens viktigaste vindistrikt.
- Coonawarra - South Australia
- Cowra
- Goulbyrn Valley
- Hunter Valley - New South Wales
- Margaret River - kvalitetsdistrikt i Western Australia.
- Mc Laren Vale
- Mudgee
- Pyrenees
- Riverina
- Rutherglen
- Sunraysia
- Victoria
- Yarra Valley - Victoria.